# Tribute (álbum de John Newman)
Tribute es el álbum de estudio debut del cantante británico John Newman. Su lanzamiento al mercado tuvo lugar el 14 de octubre de 2013 en Reino Unido a través de las compañías discográficas Universal e Island Records; mientras que para los Estados Unidos fue el 7 de enero de 2014. El álbum contiene 11 canciones e incluye los sencillos "Love Me Again", "Cheating", "Losing Sleep" y "Out of My Head". La edición deluxe del álbum, lanzado el mismo día, contiene tres canciones extras. El álbum fue producido por Ant Whiting, Steve Booker, Mike Spencer y John Newman. El álbum se estrenó en la primera posición del UK Albums Chart.

## Antecedentes, composición y contenido musical
En una entrevista con Adam Silverstein de Digital Spy en junio de 2013, Newman dijo que: “El álbum está lleno de influencias, desde la orquesta, los ritmos, el hip-hop, la música house. Es un álbum de ruptura y las letras así lo expresan. Quería asegurarme que confeccione un álbum que puedas disfrutar como una obra de arte y no como el estilo de álbum de Rihanna donde son solo diez singles”. También se le preguntó si era difícil escribir canciones sobre el amor y las rupturas, y dijo: "No, es el único lugar donde realmente me abro a alguien, a través de mi música. Estoy produciendo y escribiendo, es bueno. Me gusta tenerlo todo bajo control ". En otra entrevista con Digital Spy en octubre de 2013, dijo: "Estaba pasando por una ruptura bastante mala mientras hacía el álbum y sentí que realmente necesitaba resonar. Este disco es la culminación de mi vida en este momento, es quien soy y quería agradecer a todos los que me han ayudado, apoyado, amado y han sido una inspiración para mí. Estoy muy orgulloso de este álbum, expresa quien soy como productor, como compositor y como artista, y no puedo esperar a que la gente lo escuche".
En una entrevista con Diego Barreiro en el portal Moochila, John Newman explicó el proceso de creación del álbum: “Tribute fue un álbum con el que necesitaba expresarme. Yo era un niño pequeño ingenuo enamorado, me mudé muy rápido con mi ex novia y pasamos muchos días mientras estaba en el paro sin hacer nada. Luego, cuando obtuve un trabajo real, cuando obtuve un contrato discográfico, creo que lo siguiente que tuve que hacer fue aprovecharlo como la gran oportunidad que era y trabajar, trabajar, trabajar. Como compositor, como siempre hice desde los 16 años, al perder a dos amigos y escribir sobre esas cosas que no se pueden decir en el tiempo que dura una canción. Con música, hablando de las relaciones, así es como me expreso. A través de eso, ahora sobre el tema me siento totalmente insensible. Así que fue un álbum expresionista, ya sea la obra de arte que armé o las letras que trataban sobre una ruptura con mi ex novia o la producción que fue un desastre absoluto de sonidos, lo que hizo que mi álbum debut fuera especial y lo que yo soy”.

## Lanzamiento
El lanzamiento de Tribute al mercado tuvo lugar el 14 de octubre de 2013 en Reino Unido a través de las compañías discográficas Universal e Island Records; mientras que para los Estados Unidos fue el 7 de enero de 2014. 
Newman, en una entrevista con  Diego Barreiro en el portal Moochila, explicó lo que sintió cuando vio que su álbum debuta en el número uno de las listas en el Reino Unido: "Pasas muchas horas en los estudios, probando con nuevos compositores y peleando contra sellos discográficos y contra gerentes para tratar de obtener lo que quieres, y eso es lo que hice a través de este primer álbum. (...) De trabajar en conciertos alrededor de Leeds todas las noches y trabajar tan duro y continuar y continuar y finalmente, un día, recibirás ese tipo de felicitación. Tener una gran población en tu propio país que se de la vuelta y que te diga que mereces que esto es muy especial. Nunca olvidaré eso, incluso si otros álbumes van a n.º 1, ese fue mi álbum debut que fue mi tributo.

## Promoción

### Sencillos

#### Love Me Again
Cuando a Newman le preguntaron por el éxito de “Love Me Again”, dijo lo siguiente: “Cuando escribes una canción en un pequeño estudio de Parsons Green y solo hay dos de ustedes allí, no esperas este tipo de resultado. El chico con el que la escribí (Steve Booker), nos dimos la vuelta y teníamos una sonrisa enorme en nuestras caras pensando, 'Hay algo bueno aquí', pero nunca sabes lo bueno que es”. "Love Me Again" fue lanzado como el sencillo principal del álbum el 17 de mayo de 2013, excepto en el Reino Unido, que se estrenó el 30 de junio de 2013. La canción alcanzó el número uno en el UK Singles Chart. La canción también fue top 10 en más de treinta países, incluyendo Australia, Bélgica, Escocia, España o Suiza. En Estados Unidos llegó hasta la posición número 13.
La canción fue nominada para los Brit Awards del 2014 como Mejor Sencillo Británico del Año (British Single of the Year) y nominada para los Ivor Novello Awards como Mejor Canción Musical y Líricamente (Best Song Musically and Lyrically). Además, fue nombrada por la revista de música especializada “PopMatters” como la segunda mejor canción del 2013, por delante de nombres como Janelle Monae, Disclousure, Bastille, Kanye West o Vampire Weekend y solo superada por “Get Lucky” de Daft Punk. PopMatters la califico como "En un álbum lleno de maravillas del tamaño de un estadio, "Love Me Again" fue la canción que lo rompió masivamente en el Reino Unido y también la canción que dice que John Newman fue mejor que cualquier otro. Lleno de pasión, ritmos perversos y voces sublimes, es la mejor canción de baile y R&B del año. Al implorar a su ex novia para "Love Me Again", Newman se adentra en su Otis Redding interno para ilustrar su desamor. Se basa en el alma sureña clásica de estilo Stax, casada con la música de danza británica contemporánea. La historia es atemporal, todos pueden relacionarse, y te pones a bailar sin parar durante los cuatro minutos de canción. Si dudas de que el British Dance/ R&B sea el mejor florecimiento de la nueva música en 2013, entonces "Love Me Again" te convencerá de lo contrario”.

#### Cheating
"Cheating" fue lanzado como el segundo sencillo del álbum el 6 de octubre de 2013. La canción alcanzó el número 9 en el UK Singles Chart. La canción llegó a formar parte de las listas de éxitos de medio mundo y, fue también, top 10 en Bélgica, Hungría, Polonia o Escocia. Lewis Corner del Digital Spy le dio una crítica positiva a la canción al afirmar que: “A pesar de que ya tenía dos éxitos a su nombre (“Feel The Love” & “Love Me Again”), John Newman nos dijo recientemente que 'constantemente quiere más'. Es una determinación necesaria para estar en la feroz industria de la música de hoy en día y se hace un poco más fácil cuando hay mucho talento para respaldarlo. Lo último que oímos del cantante de Yorkshire fue que le pedía perdón a su novia con el alegre metal y los vibrantes golpes, pero las tornas han dado la vuelta en su última oferta. "Pero si estás haciendo trampa, haz trampa, sí / Porque hacer trampa es justo lo que haces", Newman observa con frialdad sobre las trompetas y las líneas de piano de Italo, antes de que un coro de góspel conmovedor eleve los niveles de descaro al final de la canción. Es una represalia con clase a ser cornuda al estilo shakesperiano que refuerza su dominio del neo soul del Reino Unido. ¿Y en cuánto a querer ese tercer número uno? Con este pequeño himno en su repertorio, no podemos ver que sea un gran problema”

#### Losing Sleep
"Losing Sleep" fue lanzado como el tercer sencillo del álbum el 16 de diciembre de 2013. Entró en el número 99 en el UK Singles Chart, la semana del 14 de diciembre, justo antes de su lanzamiento y alcanzó el número 48 en el Reino Unido y el número 36 en Escocia. Robert Copsey del Digital Spy le dio una crítica positiva a la canción indicando que: “Como si 2013 no fuera un año lo suficientemente bueno para John Newman, parece cada vez más probable que las cosas solo se hagan más grandes y mejores para él en 2014. Su single debut 'Love Me Again”, como era de esperar, comenzó a hacer ruido en los Estados Unidos y recientemente ingresó al Billboard Hot 100, donde parece estar listo para un ascenso constante. Como tal, esperarías que haya estado perdiendo algunas horas en los últimos meses, pero en realidad es un interés amoroso lo que le causa noches de insomnio en su último trabajo. "Son las 3 de la madrugada, te llamo para decirte que sin ti aquí estoy perdiendo el sueño", canta en su tono potente pero grave sobre los aplausos militantes y una línea de piano melancólico y soul, antes de hacer una súplica apasionada por su amante para no olvidarse de él. Odiamos decírtelo, John, pero la fama mundial no viene sin compromisos difíciles”.

#### Out Of My Head
"Out Of My Head" fue lanzado el 4 de abril de 2014 como el cuarto sencillo del álbum y alcanzó el número 91 en la UK Singles Chart.

### Gira Musical
Durante el 2014, Newman realizó diversos conciertos en el Reino Unido y los Estados Unidos para presentar su disco debut Tribute de forma oficial. El cantante llevó su espectáculo en 11 fechas por todo el Reino Unido: Southampton (Guildhall) - 27 de enero, Bristol (O2 Academy) - 28 de enero, Birmingham (Institute) - 29 de enero, Mánchester (Academy) - 31 de enero, Newcastle (O2 Academy) - 1 de febrero, Glasgow (O2 Academy) - 3 de febrero, Leeds (Academia O2) - 4 de febrero, Londres (Shepherd's Bush Empire) - 6 de febrero, Nottingham (Rock City) - 9 de febrero, Sheffield (O2 Academy) - 10 de febrero, y Norwich (UEA) - 11 de febrero.
Además, Newman presentó Tribute en una serie de programas de la televisión norteamericana, donde interpretó su primer sencillo “Love Me Again”. El 7 de enero actuó en Late Night with Jimmy Fallon y el 14 de enero en The Ellen Degeneres Show. Esas semanas realizó una serie de conciertos por todo el país: 6 de enero, Boston, MA (Brighton Music Hall), 9 de enero, Nueva York, NY (Bowery Ballroom), 11 de enero, Minneapolis, MN (Varsity Theatre), 15 de enero, Los Ángeles, CA (El Rey), 16 de enero, San Francisco, CA (Popscene), y el 18 de enero, Chicago, IL (Lincoln Hall).
A finales de año, Newman volvió a realizar una serie de conciertos por el Reino Unido, tanto en Inglaterra como en Escocia: 18 de octubre, Edimburgo (Exchange); 20 y 21 de octubre, Mánchester (O2 Apollo), 22 de octubre, Bridligton Spa; 24 y 25 de octubre, Brixton Academy; 27 de octubre, Plymouth (Plymouth Pavilions); y 29 de octubre, Wolverhampton (Civic Hall).

## Lista de canciones
Créditos adaptados a las notas de la portada de Tribute
- Edición estándar

| Tribute |                     |                                             |                                          |          |  |
| N.º     | Título              | Escritor(es)                                | Productor(es)                            | Duración |  |
| 1.      | «Tribute»           | John Newman · Ant Whiting                   | Ant Whiting · John Newman                | 5:38     |  |
| 2.      | «Love Me Again»     | John Newman · Steve Booker                  | Steve Booker · Mike Spencer              | 4:00     |  |
| 3.      | «Losing Sleep»      | John Newman · Steve Booker · Benny Blanco   | Ant Whiting · John Newman · Mike Spencer | 4:42     |  |
| 4.      | «Easy»              | John Newman · Steve Booker                  | Ant Whiting · John Newman                | 3:40     |  |
| 5.      | «Try»               | John Newman · Steve Booker                  | Ant Whiting · John Newman                | 3:35     |  |
| 6.      | «Out of My Head»    | John Newman · Steve Booker                  | Ant Whiting · John Newman                | 3:50     |  |
| 7.      | «Cheating»          | John Newman · Steve Booker · Emily Phillips | Ant Whiting · John Newman · Mike Spencer | 3:42     |  |
| 8.      | «Running»           | John Newman · Steve Mac · Wayne Hector      | Ant Whiting · John Newman                | 4:20     |  |
| 9.      | «Gold Dust»         | John Newman · Tim Woodcock                  | Ant Whiting · John Newman                | 3:32     |  |
| 10.     | «Goodnight Goodbye» | John Newman · Steve Booker                  | Ant Whiting · John Newman                | 3:43     |  |
| 11.     | «All I Need Is You» | John Newman · Steve Booker                  | Ant Whiting · John Newman                | 3:22     |  |
| 43:56   |                     |                                             |                                          |          |  |

- Edición deluxe

| Tribute |                 |                                                |                           |          |  |
| N.º     | Título          | Escritor(es)                                   | Productor(es)             | Duración |  |
| 12.     | «Down the Line» | John Newman · Steve Mac · Wayne Hector         | Ant Whiting · John Newman | 3:55     |  |
| 13.     | «Nothing»       | John Newman · Martin Brammer · Steve Robson    | Ant Whiting · John Newman | 3:33     |  |
| 14.     | «Day One»       | John Newman · Nick Hodgson · Richard Wilkinson | Ant Whiting · John Newman | 3:17     |  |
| 54:39   |                 |                                                |                           |          |  |

## Recepción de la crítica

### Comentarios de la crítica
Tribute ha recibido críticas generalmente positivas de los críticos musicales. Kitty Empire del The Observer le dio al álbum una crítica mixta que decía: "El último de una larga lista de revividores de los años 60, John Newman, que ha tenido dos sencillos número uno ("Feel the Love" con Rudimental y "Love Me Again"), enumera todas sus inspiraciones en la canción principal de su debut. Deben incluir el Plan B. Podrías subtitular fácilmente este disco “The Reincarnation of Strickland Banks”, si canciones como "Out of My Head" no fueran tan autobiográficas. En canciones como "Cheating", mientras tanto, este chico Yorkshire de 23 años se muestra como si continuara con su tasa de ataque dorado. Pero dónde Plan B o Amy Winehouse, la dama del pop revival, siempre agregaban un elemento de giro superior a sus tributos, Newman simplemente reinterpreta bien, en lugar de reinventar ".
Lewis Corner del Digital Spy le dio al álbum una crítica positiva diciendo: "'Es todo para ti / Por lo que me has mostrado / Y por lo que haces', John Newman canta esto en la canción de apertura de Tribute, su álbum debut del mismo nombre. El cantante de soul está rindiendo homenaje a una amplia gama de influencias musicales que han ayudado a dar forma a su sonido, la lista incluye a todos, desde Elvis Presley y Tina Turner hasta Jay Z y Adele. Si bien sus gustos son obviamente eclécticos, su primera colección infunde estas inspiraciones sin comprometer la consistencia. Digamos que John Newman es neo-soul hasta la médula: su voz distintiva con un tinte rasposo que no le da opción en el asunto. Eso no quiere decir que otras influencias no jueguen un papel importante en su música. "Try" coquetea con el piano italo y las cuerdas alegres que hacen eco de la discoteca de los 70, mientras que el reciente "Cheating" da vueltas con golpes de estallido de las sombras de la casa de los 90. Pero mientras la musicalidad del disco entra y sale de los géneros, el tema del amor sigue siendo prominente en la vanguardia. Ya sea que Newman esté reflexionando sobre las dificultades del corazón en "Easy" o pidiendo perdón en "Love Me Again", Tribute prospera en una narración de montaña rusa de relaciones rotas, emociones entusiastas e intenciones melancólicas. Además, la colección no sufre agotamiento hacia el final. "Running" es un ritmo medio pulsante con un fuerte olor a Emeli Sandé, mientras que "Goodnight Goodbye" se dispara con un coro elevado preparado para una impresionante presentación en vivo. La lista de influencias para el debut de John Newman puede ser larga, pero en lugar de emular a sus ídolos, de hecho sigue sus pasos, y Tribute lo lleva a un comienzo muy fuerte.".
Andy Gill de The Independent le dio al álbum una crítica mixta, afirmando que "Feel the Love" de Rudimental proclamó a John Newman como una nueva y poderosa voz en el R&B del Reino Unido, una impresión reforzada por su éxito "Love Me Again". Pero él está ansioso por demostrar lo profundas que son sus influencias, presentando este álbum con una letanía de nombres de cantantes de almas que llevan a Tribute, su timbre ahumado derivado de cuerdas exultantes que también aluden a una era de soul clásico. Es algo impresionante, aunque ya en la tercera o cuarta pista, la fórmula de la pasión apasionada que conduce a estribillos enormemente telegrafiados se está volviendo un poco predecible. La variedad está provista por la desolación de "Out of My Head" y las voces evangélicas de "Running", que a su vez contiene la mejor línea del álbum: "Tratando de detener un río cuando quiere subir".
Simon Butcher de Clash le dio al álbum esta crítica: “¿El vaso está medio lleno o medio vacío? Para John Newman, probablemente esté medio lleno de vodka después de que una pelea con su novia lo haya dejado solo en casa para reflexionar. El primer álbum es un disco de ruptura con la soledad como leitmotiv, pero musicalmente es optimista: pop suntuoso con trompas y trompetas envueltas en franjas de cuerdas. "Love Me Again", es una mezcla hímnica del soul del norte y la batería de la jungla cercana a la década de los 90 que todos y e incluso las abuelas con la cadera rota lucharán para no bailar. Y hay mucho más atractivo intergeneracional de donde vino eso. Newman es brillante en fusionar influencias retro con energía de danza moderna. "Cheating" es un éxito infalible, que combina grandes ritmos y una sección de metales, mientras que las letras entrañables que detallan las infidelidades de un compañero también agregan profundidad humana. "Out Of My Head"es una sincera balada de piano sobre el alcoholismo que demuestra que no hay líneas descartables para escribir canciones, y ‘Running’ es un momento destacado con armonías corales. Tampoco es diletante de los géneros con los que está jugando. En Tribute, Newman enumera actos icónicos que lo inspiraron, y es este conocimiento de Motown el que proporciona un rico tapiz para las ideas musicales. Está ingresando involuntariamente en un mercado abarrotado, pero este registro debería garantizar que se destaque”.
Caroline Sullivan de The Guardian le dio álbum una crítica mixta: “Los primeros 90 segundos del debut de John Newman es una lista de los artistas que lo han inspirado, principalmente grandes del funk y R&B, desde Nina Simone hasta The Temptations y Sly Stone. A medida que termina la llamada, comienza la carne de la canción: la canción se transforma en un himno de alma stompy cuyo coro declara: "Es todo para ti / Por lo que me has hecho". Así que ahí lo tienes, desde el mismo chico de Yorkshire de 23 años: está esclavizado hasta un pasado que es demasiado joven para recordar. Pero también es un producto de generación MP3, y el álbum está lleno de canciones de baile: piano de casa, ritmos y ocasionalmente donk. El himno monstruoso como es “Love Me Again”, un sencillo número uno reciente, muestra lo bueno que puede ser el sonido de patchwork de Newman. El inconveniente de poder rugir sin esfuerzo es que no ha dejado mucho espacio para baladas matizadas como “Out of My Head”. Quizás la próxima vez".
Jim Carroll de The Irish Times dio esta crítica al álbum: “Conocerás a John Newman por su trabajo con Rudimental y el despliegue de su poderosa voz en el soberbio “Feel the Love”. Este álbum de debut autónomo muestra que Newman es igualmente experto en realizar trucos vocales impresionantes bajo su propio vapor. En una procesión de melodías del pasado que se remontan a la era clásica del alma, Newman emula, arde y suelta con un chirrido de aullidos y suspiros conmovedores. Tanto “Cheating” como “Love Me Again” son robustos, infecciosos y rápidos, pero hay muchas otras ocasiones en que Newman simplemente emula en lugar de innovar. A pesar de su cariño por el clásico tropo del alma, todavía es necesario hacer algo más que copiar lo que otros han hecho. Esa voz merece algo más fuerte para trabajar y hacer que se destaque dentro del mundo musical”.
Steve Horowitch de PopMatters dio grandes alabanzas al álbum: “"¿Te gusta la música soul, esa dulce música soul?", preguntó Arthur Conley en 1967. Gracias al éxito de Adele, Amy Winehouse y tal, parece que todo el mundo lo hace, especialmente en Inglaterra. El último artista neo-soul en alcanzar el número uno en las listas del Reino Unido es el joven de 23 años, North Yorkshire, John Newman. En las entrevistas, Newman le da crédito a su madre por haberle presentado el estilo musical, pero lidera su primer disco en solitario con una lista de inspiraciones que incluye a todos, desde Elvis Presley y Four Seasons hasta Britney Spears, Jay-Z y Kings of Leon. Claro, enumera los elementos básicos del alma: James Brown, Aretha Franklin, Sly Stone y demás, pero lo que dice es cuán inclusiva es la lista de Newman. Newman no es un snob retro. Los oyentes cuidadosos pueden captar sonidos que no deberían encajar de acuerdo con los puristas, pero los reúne con la fuerza de sus pulmones. Hubo un tiempo en Estados Unidos cuando las diferencias entre Motown y Soul estaban llenas de significado. Uno era el sonido de la joven América y sugería vender y diluir la música negra para el público blanco, mientras que el otro significaba ser negro, orgulloso, valiente y auténtico. La historia y nuestros oídos nos han enseñado que ese no es el caso. Como la mayoría de nosotros, a Newman no podría importarle menos. El leitmotiv aquí es dolor del corazón. Canta sobre lágrimas, engaños, errores, etc., pero con un gruñido catártico. Newman exorciza su dolor ejercitando su voz. Él tiene las chuletas para llevárselo. Incluso en la producción relativamente tranquila (principalmente acompañamiento de piano y violín) de "Out of My Head", Newman canta sobre ser roto con una sólida interpretación vocal que sugiere poderes ocultos. De esto se ha tratado siempre la música soul; la fuerza para continuar cuando la vida te deprime. Cuando Newman rima "intentar" con "volar", te sientes elevado. Y cuando canta sobre "Easy", es en términos de "¿Quién dijo que el amor era fácil? / Sabes que te dijeron mal / Porque cada vez que lo sientes / una parte de ti se ha ido. "Puede que no sea una poesía bonita, pero Newman hace que la letra sea profunda a través de su interpretación como un himno del sentimiento. El hecho de que el amor duele tiene ha sido un tema musical anterior al rock 'n' roll y se puede encontrar en millones de canciones, pero el gran sonido de Newman lo hace sonar de nuevo, como sacar una costra de una herida que nunca tiene la oportunidad de sanar, hazlo, pero ¡oh, duele tan bien! Cada una de las 15 pistas (esta revisión es de la Edición Deluxe que contiene tres cortes adicionales) presenta a Newman intentando forzar el agujero donde solía estar su corazón. "Quiero saber / puedes amarme de nuevo", grita mientras un saxofón bajo suena detrás de él y aplaude marcando el ritmo. Puede estar cantando sobre un amor perdido específicamente, pero la universalidad de tratar de recuperar lo bueno los tiempos del pasado suena cierto en este mundo post-edénico. Todos hemos caído de nuestros días más inocentes. A los 23 años, esto puede ser una nueva revelación para Newman. Sin embargo, ya sea que uno tenga siete o 70 años, casi todos piensan que el pasado era un lugar mejor y más puro. Newman literalmente rinde homenaje a la música de ayer. La calidad de este disco y el talento de Newman sugieren que el presente tampoco es un mal lugar para estar".
Andy Kellman de All Music afirmó en su crítica del disco Tribute: “El cantante, compositor y productor John Newman, se presentó como un grito inspirado en el alma más allá de sus años. En mayo, lanzó su primer sencillo en solitario, "Love Me Again": un alma catártica, voluminosa y moderna equipada con las obras, que incluyen un ritmo acelerado, un riff de piano que se toca furiosamente, trompas radiantes, cuerdas de canto, un grito coro, e incluso una pequeña guitarra que recordaba a "You Keep Me Hanging On" de The Supremes. En el Reino Unido, fue al número uno y fue platino, y el sencillo de seguimiento, "Cheating" un poco menos contundente, alcanzó el número nueve. El siguiente álbum, Tribute, presumiblemente ofrecería esos éxitos y más de las canciones de ruptura de Newman. Como dice una línea en "Running", "Soy un huracán que no se detiene". Si bien, en poco menos de 50 minutos, Tribute es conciso para el estándar de principios de 2010, su sucesión ininterrumpida de belters es impresionante y fatigante, entregada con un nivel supremo de convicción afligida y producciones pesadas aparentemente diseñadas para llenar estadios y mega iglesias. En pequeñas dosis, el trabajo de Newman aquí proporciona una sacudida bastante apasionada, pero a medida que las canciones continúan sonando y suenan, comienza a sonar más como un golpe contundente, o una respuesta elaborada y combativa a que se le pida que baje un poco el tono".

## Posicionamiento en lista y reconocimientos comerciales
El 17 de octubre de 2013, el álbum ingresó en la lista de álbumes irlandeses en el número 8. El 19 de octubre, el álbum ingresó en la lista de álbumes holandeses en el número 51. El 20 de octubre, el álbum ingresó en la lista de álbumes del Reino Unido y en la lista de álbumes escoceses en el número 1. El álbum debutó en el número 7 en la lista de álbumes australianos y en el número 6 en la lista de álbumes de Nueva Zelanda. El álbum también alcanzó el número 20 en Austria, el número 33 en Bélgica, el número 18 en Dinamarca, el número 37 en Francia, el número 21 en Alemania, el número 6 en Hungría, el número 28 en Italia, el número 12 en Noruega, el número 30 en España y número 11 en Suiza.
| Australia (ARIA)                  | 7  |
| Austria (Ö3 Austria)              | 20 |
| Bélgica (Ultratop Flandes)        | 33 |
| Bélgica (Ultratop Valonia)        | 48 |
| Dinamarca (Hitlisten)             | 18 |
| Países Bajos (Album Top 100)      | 51 |
| Francia (SNEP)                    | 37 |
| Alemania (Media Control Charts)   | 21 |
| Hungría (MAHASZ)                  | 6  |
| Irlanda (IRMA)                    | 8  |
| Italia (FIMI)                     | 28 |
| Nueva Zelanda (Recorded Music NZ) | 6  |
| Noruega (VG-lista)                | 12 |
| Polonia (ZPAV)                    | 31 |
| España (PROMUSICAE)               | 30 |
| Suecia (Sverigetopplistan)        | 54 |
| Suiza (Schweizer Hitparade)       | 11 |
| Reino Unido (UK Albums Chart)     | 1  |
| Estados Unidos (Billboard 200)    | 24 |

## Certificaciones
| Territorio  | Organismo certificador | Certificación | Ventas certificadas | Ref.   |
| ----------- | ---------------------- | ------------- | ------------------- | ------ |
| Austria     | IFPI                   | Oro           | 7,500               | [ 63 ] |
| Polonia     | ZPAV                   | Oro           | 10,000              | [ 64 ] |
| Suiza       | IFPI                   | Oro           | 10,000              | [ 65 ] |
| Reino Unido | BPI                    | Platino       | 312,993             | [ 66 ] |

## Historial de lanzamientos
| País           | Fecha                 | Formato               | Discográfica               |
| -------------- | --------------------- | --------------------- | -------------------------- |
| Australia      | 11 de octubre de 2013 | CD y descarga digital | Universal y Island Records |
| Austria        | 11 de octubre de 2013 | CD y descarga digital | Universal y Island Records |
| Bélgica        | 11 de octubre de 2013 | CD y descarga digital | Universal y Island Records |
| Alemania       | 11 de octubre de 2013 | CD y descarga digital | Universal y Island Records |
| Irlanda        | 11 de octubre de 2013 | CD y descarga digital | Universal y Island Records |
| Países Bajos   | 11 de octubre de 2013 | CD y descarga digital | Universal y Island Records |
| Suiza          | 11 de octubre de 2013 | CD y descarga digital | Universal y Island Records |
| España         | 11 de octubre de 2013 | CD y descarga digital | Universal y Island Records |
| Reino Unido    | 14 de octubre de 2013 | CD y descarga digital | Universal y Island Records |
| Estados Unidos | 7 de enero de 2014    | CD y descarga digital | Universal y Island Records |

## Créditos y personal
Créditos adaptados a las notas de la portada de Tribute
Todas las canciones están escritas por John Newman y Steve Booker. Excepto la canción 1, escrita por John Newman y Ant Whiting; la canción 7, escrita por John Newman y Emily Phillips; la canción 3, escrita por John Newman, Steve Booker y Benny Blanco; la canción 8, escrita por John Newman, Steve Mac y Wayne Hector; y la canción 9, escrita por John Newman y Tim Woodcock.
Todas las canciones están producidas por Ant Whiting y John Newman. Excepto la canción 2, producida por Steve Booker, John Newman y Mike Spencer; la canción 3, producida por Ant Whiting, John Newman y Mike Spencer, con las voces originales producidas por Steve Booker; la canción 7, producida por Ant Whiting, John Newman, con la producción adicional de Mike Spencer y Ant Whiting por Triptik Management.
Las cuerdas están arregladas por Tim Baxter y John Newman. Los violines por David Juritz, Phillippa Ibbotson, Rita Manning, Ralph De Souza, Kathy Gowers y Cathy Thompson, en las canciones 1, 3-6, 8-11. Violas por Garfield Jackson, Joel Hunter and Bob Smissen en las canciones 1, 3-6, 8-11. El contrabajo por Chris Laurence en las canciones 1, 3-6, 8-11. La London Metropolitan Orchestra dirigida por Andy Brown en las canciones 1, 3-6, 8, 10, 11.
Las canciones 4, 5, 6, 8, 10, 11, están mezcladas por Mark “Spike” Stent, assistido de Geoff Swan. Las canciones 2, 3, 7 están mezcladas por Mike Spencer del The Lark’s Tongue Buckinghamshire. La canción 2 está asistida por James David; la canción 3, 7 por Liz Horsman. La canción 1 está mezclada por Jeremy Wheatley y asistido por Adam Looker. La canción 9 está mezclada por Ant Whiting y Robbie Nelson.
Todas las canciones están arregladas por Robbie Nelson. Excepto la canción 7, arreglada por Ian Sherwin; y la canción 9, arreglada por Robbie Nelson y Ian Sherwin.
Todas las canciones están masterizadas por Tom Coyne del Sterling Studio.
Todas las voces de apoyo está cantadas por Ella Eyre (canciones 2, 3. 6, 7 y 10). Excepto la canción 3, cantadas por Ella Eyre, Anna Straker y Oliver Daldry; y la canción 7 cantadas por Ella Eyre y Sharlene Hector.